# Terrassa
Terrassa (in spagnolo Tarrasa) è un comune spagnolo di oltre 200 000 abitanti della provincia di Barcellona, nella comunità autonoma della Catalogna. È situato a 28 km da Barcellona. Assieme a Sabadell, la città è il capoluogo della comarca del Vallès Occidental. Si trova ai piedi del monte Sant Llorenç del Munt, nel sito della romana Egara.
Notevole centro artistico, Terrassa è famosa per le chiese romano-visigotiche di Sant Pere, Sant Miquel e Santa Maria d'Egara, un magnifico complesso monumentale che nel V secolo fu sede del vescovato d'Egara.
È anche un importante centro industriale tessile ed elettromeccanico. Possiede un grande campus universitario con facoltà e scuole universitarie dell'Universitat Politècnica de Catalunya e di altre università catalane.

## Storia
Ritrovamenti indicano una presenza umana in questi luoghi nel Paleolitico e, più tardi, in epoca protostorica, l'esistenza di insediamenti di popoli iberici. Seguirono i Romani con i quali nacque il Municipium Flavium Egara ed i Visigoti ai quali si deve il complesso delle chiese del V secolo. Nel VI secolo fu sede episcopale (diocesi di Egara) e nel 615 vi si tenne il Concilio di Egara. Gli Arabi distrussero le chiese ma non si insediarono nel territorio e della loro permanenza non restano tracce di rilievo.
La notizia più antica dell'esistenza del castello risale al secolo XII, quando Berenguer Sanlà e sua moglie Ermessenda comprarono le terre attorno al torrente di Vallparadís dal conte di Barcellona Ramon Berenguer III e costruirono il castello detto di Vallparadís o di Egara. I figli abbandonarono il cognome paterno e assunsero quello di de Terrassa, casata che espresse nei secoli XII, XIV e XV personalità pubbliche. Il borgo di Terrassa, che si trovava nella sponda opposta a quella del castello, cominciò ad espandersi e nel 1345 Blanca de Centelles, figlia di Bernat de Centelles e di Saurina de Terrassa, venuta in possesso del castello, lo donò all'Ordine dei Certosini, che vi installarono una certosa adattandolo e costruendo nuovi edifici. I monaci diedero impulso all'agricoltura nella quadra o territorio attorno al castello-certosa, che abbandonarono nel XV secolo, vedendolo ad una famiglia borghese per trasferirsi nella certosa di Montalegre (Tiana).
Una svolta notevole nella vita di Terrassa si ebbe nel XIX secolo, quando fu una delle prime località ad industrializzarsi nel settore tessile. Ciò determinò un fenomeno di immigrazione operaia e per la città un aumento demografico che continuò con il sorgere di industrie elettrotecniche e meccaniche. Alla fine del secolo la costruzione del Pont del Passeig tolse l'ostacolo fra il castello e la città bassa che si poté espandere anche al di là del torrente.
Nel 1904 venne annessa parte della località di Sant Pere de Terrassa, l'antica Egara, e il comune di Sabadell aggregò l'altra parte.
Nel 2004 il Vaticano ricostituì la diocesi di Terrassa con sede nella chiesa del Sant Esperit.

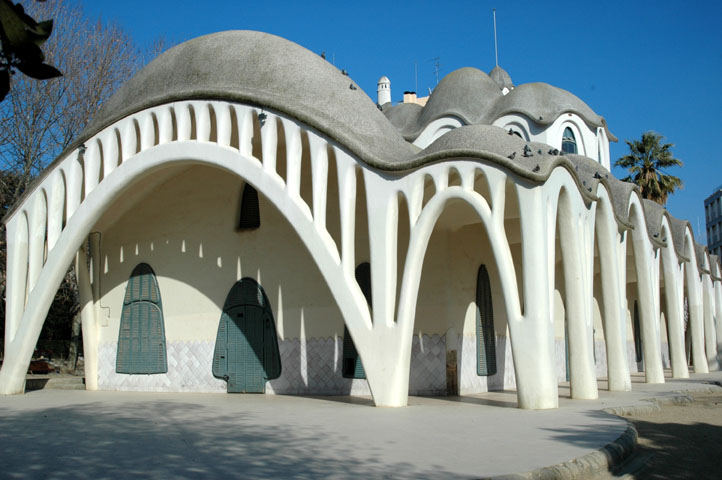
La Masia Freixa

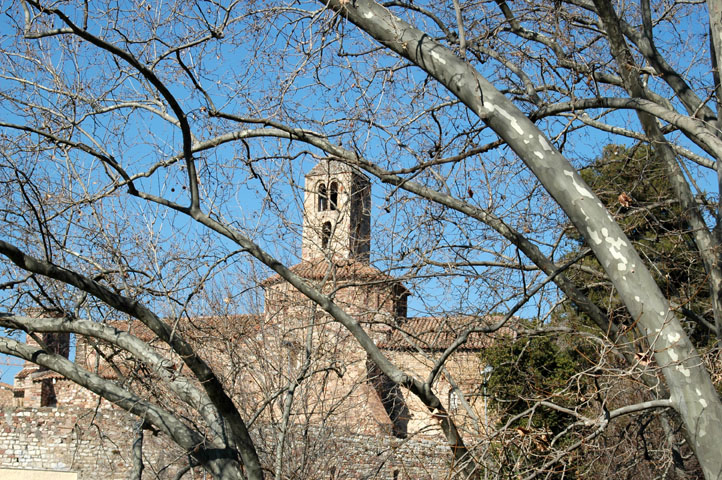
Santa Maria, la vecchia Cattedrale d'Egara

## Monumenti e luoghi d'interesse

### Architetture religiose
- Tre chiese visigotiche risalenti al V secolo, distrutte dagli Arabi e ricostruite in stile romanico nei secoli XI-XII.
- Cattedrale dello Spirito Santo, del XVI secolo.

### Architetture militari
- Torre del Palau, del XII secolo, a pianta circolare, alta 29 metri, appartenente al Museu de Terrassa, unico vestigio del castello-palazzo di Terrassa
- Castell-Cartoixa de Vallparadís, detto anche di Egara, del XII secolo, che ospita il Museu Municipal d'Art con pitture, sculture, ceramiche, oreficerie, mobili e materiali del folclore catalano

### Architetture civili
- Museu Tèxtil, con materiali atti ad illustrare 15 secoli di storia della tessitura;
- Museu de la Ciència i la Tècnica de Catalunya, ospitato in un'antica industria tessile (Vapor Aymerich, Amat i Jover), con raccolte di materiale storico, scientifico e tecnico.
- Casa Jover, edificio tutelato come bene culturale

Del secolo scorso sono interessanti esempi di architettura modernista catalana come:
- Ajuntament, (Municipio) del 1902
- Masia Freixa del 1907
- Casa Alegre de Sagrera del 1912
- Gran Casino del 1920
- Teatre Principal del 1911

## Dintorni
A 9 km Sabadell, l'antica Arraona degli Iberi e dei romani, capoluogo della comarca del Vallès Occidental e città industriale tessile. Notevole l'Institut Català de Paleontologia Miquel Crusafont, importante museo della preistoria catalana.
A 22 km Caldes de Montbui, stazione idrominerale già nota ai Romani, della quale restano parti delle terme, restaurate.
A 18 km l'antico monastero di Sant Cugat del secolo XI.

## Feste
La Cavalcada de Reis e il Ball de Reis il 5 gennaio per celebrare la venuta dei Re Magi.
Carnestoltes, il funerale del re del carnevale, che parte dal Municipio e giunge al Parco di Vallparadís con il carro mortuario scortato da figuranti in costume militare romano, dalla vedova inconsolabile, dalle prefiche che si lamentano, dal coro con canti tristi, dal ballo dei bastoni e dalle donzelles virginals che danzano. Dopo il seppellimento, a cura del comitato organizzatore viene offerta una sardinada ai partecipanti.
Altre feste sono: in gennaio la Festa dels Tres Trombs, in marzo il Festival del Jazz e in aprile la Diada dels Bastoners e la Diada de Sant Jordi. In maggio ci sono la Festa de la Santa Creu i l'arbre de Maig e la Diada dels Diables, in giugno la Cloenda del Curs de Sardanes, la Revetlla de Sant Joan e, alla fine di giugno e nei primi giorni di luglio, la Festa Major con concerti, sfilate, feste per bambini e gare sportive. In settembre si ha la Diada Nacional de Catalunya e l'Exhibició Castellera en Homenatge a Emili Miró, in ottobre il Festival de Colles Sardanistes e la Festa de la Castanyada, in novembre la Diada dels Castellers de Terrassa e la Diada dels Minyons de Terrassa. Nel mese di dicembre, nelle feste natalizie, la Fira de Santa Llúcia, l'Arribada del Patge Xiu-Xiu, Els Pastorets e la Mostra de Pessebres.
Da segnalare inoltre il Tensdansa, Festival Internacional de Dansa in settembre-ottobre, il Centre d'Arts Escèniques Alegria in maggio e le fiere di Juguem o Saló Infantil, l'Expo Cerimònia, la Fira de la Innovació, il Saló de la Gent Gran, la Vallès Motor, Fira del vehicle nou i d'ocasió e Vallès Habitatge.
Dal 2003, in maggio si tiene la Fira Modernista de Terrassa, che vuole riprodurre l'ambiente della città nel primo terzo del XX secolo. Si recupera così la tradizione medievale della sagra di primavera che si mescola con l'anima modernista e industriale di Terrassa. È un evento culturale, turistico e commerciale unico nella Catalogna, che nel 2006 è stato qualificato Fira d'Interès Turístic dalla Generalitat de Catalunya.